# Provinciale weg 264
De provinciale weg 264 (N264) is een provinciale weg in de provincies Noord-Brabant en Limburg. De weg vormt een verbinding tussen de A50 bij Uden en de N271 bij Gennep. Ter hoogte van Haps heeft de weg een aansluiting op de A73 richting Nijmegen en Venlo. De weg vormt een belangrijke ontsluitingsweg voor de regio Uden-Veghel met het Duitse achterland.
De weg is uitgevoerd als tweestrooks-gebiedsontsluitingsweg met een maximumsnelheid van 80 km/h. In de gemeente Maashorst heet de weg Lippstadtsingel (naar de gelijknamige partnerstad), Rondweg Volkel en Nieuwedijk. In de gemeente Land van Cuijk heet de weg Volkelseweg, Bosweg, Pastoor Jacobsstraat, Hapseweg, Sint Hubertseweg, Kerkstraat, Oeffeltseweg, wederom Hapseweg en Veerweg. In de gemeente Gennep heet de weg Brabantweg.
Door de stedelijke uitbreiding Uden-Zuid over deze provinciale weg alsook door de komst van de A50 zijn er aan deze weg met name in Uden en bij Mill tal van reconstructies uitgevoerd. Hierbij zijn kruisingen vervangen door zogenaamde turborotondes en is de weg verbreed. Een rondweg rond het dorp Haps werd eind december 2017 geopend.

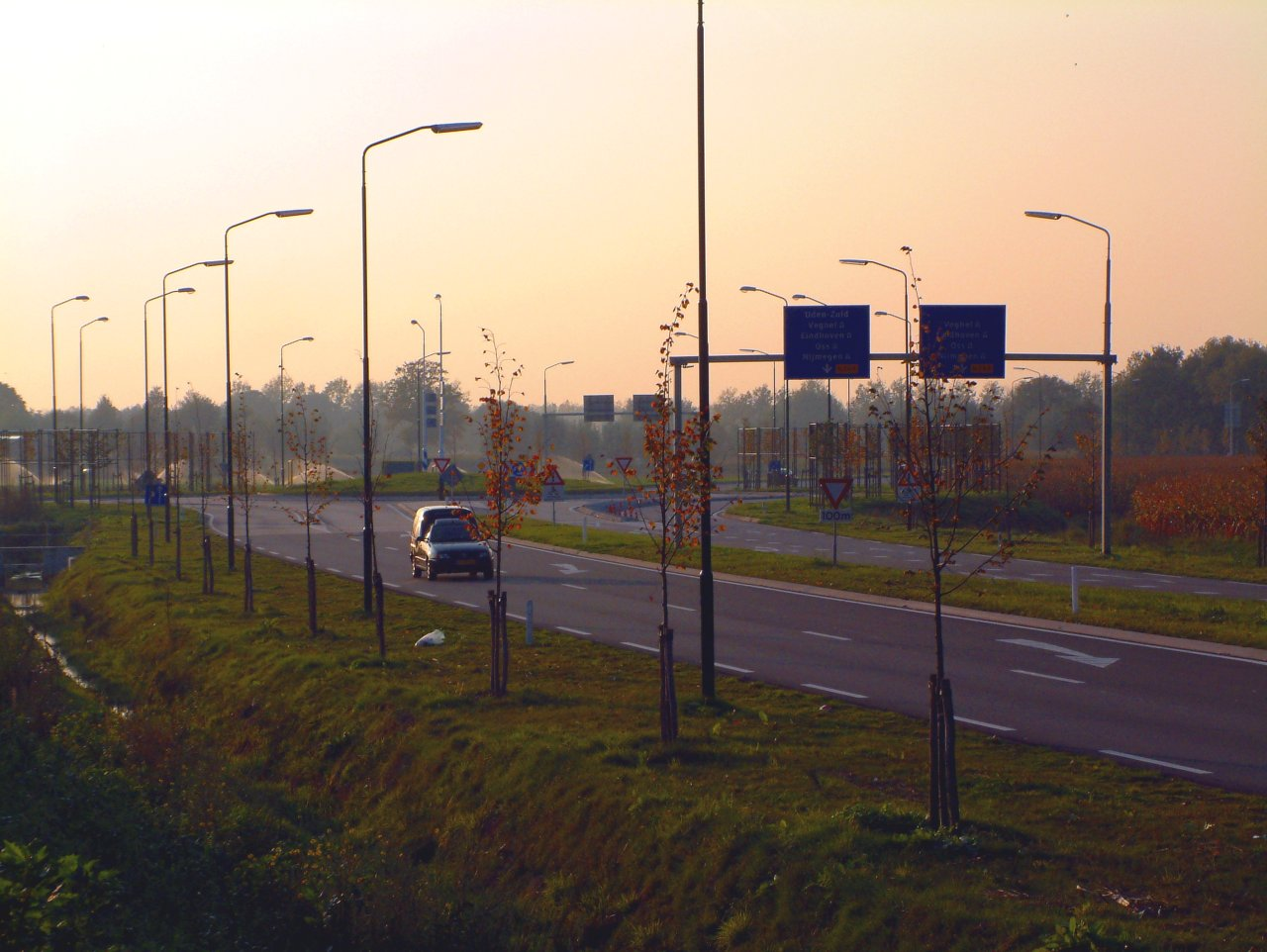
Turborotonde bij Uden
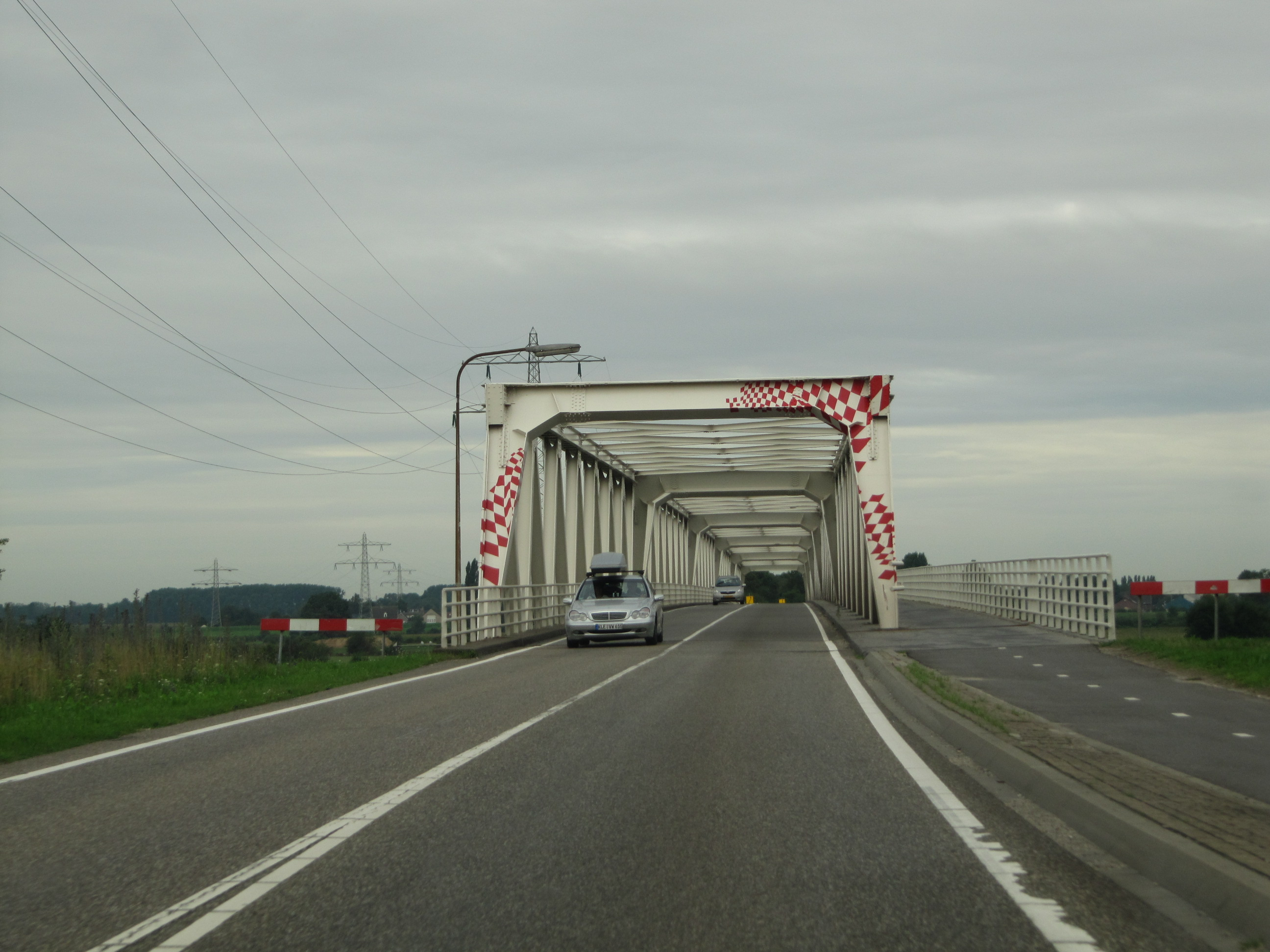
Op de Maasbrug bij Gennep

N62 · N69 · N251 · N252 · N253 · N254 · N255 · N256/A256 · N257 · N258 · N260 · N261 · N262 · N263 · N264 · N266 · N267 · N268 · N269 · N270/A270 · N271 · N272 · N273 · N274 · N275 · N276 · N277 · N278 · N279 · N280 · N281 · N282 · N283 · N284 · N285 · N286 · N287 · N288 · N289 · N290 · N291 · N292 · N293 · N294 · N295 · N296 · N296n · N297 · N298 · N300 · N321 · N322 · N324 · N329 · N389 · N394 · N395 · N396 · N397

N556 · N562 · N564 · N570 · N572 · N590 · N595 · N598 · N601 · N602 · N605 · N607 · N612 · N613 · N615 · N616 · N617 · N618 · N620 · N622 · N625 · N629 · N631 · N632 · N637 · N638 · N639 · N640 · N641 · N651 · N652 · N653 · N654 · N655 · N656 · N658 · N659 · N660 · N661 · N662 · N663 · N664 · N665 · N666 · N667 · N668 · N669 · N670 · N671 · N673 · N674 · N675 · N676 · N682 · N683 · N686 · N689 · N690 · N831 · N843

Voormalige provinciale wegen: N299 · N551 · N552 · N553 · N554 · N555 · N560 · N561 · N563 · N565 · N566 · N567 · N568 · N571 · N574 · N580 · N581 · N582 · N583 · N584 · N585 · N586 · N587 · N588 · N589 · N591 · N592 · N593 · N594 · N596 · N597 · N603 · N604 · N606 · N608 · N610 · N611 · N614 · N619 · N621 · N623 · N624 · N626 · N628 · N630 · N634 · N642 · N657